# 1911–1912-es magyar labdarúgókupa
Az 1911–1912-es magyar kupa a sorozat 3. kiírása volt, melyet a címvédő MTK csapata nyert meg, miután a döntőben a Ferencvárosi TC csapata nem állt ki.
Az 1912. október 2-án az Üllői úti Stadiont jelölte ki az MLSZ a kupadöntő lejátszására. Az MTK nem állt ki, mert a szövetség egyik korábbi, a pályák kijelölésére vonatkozó határozatának jogérvényességét vitatta, majd a Belügyminisztériumhoz fordult. A Belügyminisztérium helyt adott az MTK panaszának, mely szerint a mérkőzést a Hungária körúti pályán kellett volna lejátszani. Az MLSZ az 1911–1912-es magyar kupa döntőjének új időpontját 1913. december 14-re írta ki, amire az FTC nem állt ki, az anomália miatt nevezését az 1913–1914-es szezonra le sem adta. Az MLSZ játék nélkül az MTK-t hirdette ki győztesnek.

## Külső hivatkozások
- 1911–1912-es magyar labdarúgókupa. magyarfutball.h. (Hozzáférés: 2014. június 21.)